# Wilhelm Dörr
Wilhelm Dörr (ur. 9 lutego 1921 w Norymberdze, zm. 13 grudnia 1945 w Hameln) – SS-Rottenführer, oficer raportowy (Rapportführer) w hitlerowskim obozie koncentracyjnym Bergen-Belsen i zbrodniarz wojenny.
Przed wstąpieniem do Waffen-SS w 1941 pracował jako farmer. W styczniu 1944 rozpoczął służbę w obozie Mittelbau-Dora, skąd we wrześniu 1944 przeniesiono go do podobozu Klein-Bodungen. W początkach kwietnia 1945 Dörr był jednym ze strażników podczas ewakuacji Klein-Bodungen. 11 kwietnia 1945 przybył do Bergen-Belsen, gdzie pełnił służbę jako oficer raportowy.
W pierwszym procesie załogi Bergen-Belsen przed brytyjskim Trybunałem Wojskowym skazany na karę śmierci. Wyrok wykonano przez powieszenie w więzieniu Hameln.